# Diphysa floribunda
Diphysa floribunda là một loài thực vật có hoa trong họ Đậu. Loài này được Peyr. miêu tả khoa học đầu tiên.